# حسین کوهکن
خالو حسین کوهکن (به کردی: خاڵۆ حوسێن کۆکەن) (زادهٔ ۶ مهر ۱۳۰۹ در دروله سفلی، جوانرود، کرمانشاه — درگذشت ۵ مرداد ۱۳۹۵ در بانه‌وره، پاوه، کرمانشاه) با نام اصلی حسین عثمانی (به کردی: حوسێن عوسمانی)، مردی کردتبار ایرانی است که به مدت بیش از ۲۰ سال با وجود معلولیت (نداشتن یک پا) و تنها یک کلنگ، شروع به حفر صخره‌ای در منطقه میگوره می‌نماید و غار سنگی حسین کوهکن را از آن به وجود می‌آورد.
از دلائل خالوحسین برای کندن و حفر این صخره، می‌توان به عناوینی همچون فقر، آوارگی، از دست دادن خانواده در دوران قبل و بعد از انقلاب ۵۷، فروریختن و نابودی خانه و کاشانه‌اش، تلف‌شدن احشام و دام‌هایش در جنگ ایران و عراق اشاره نمود. به‌دلیل شباهت کار او به بیستون کندن فرهاد کوهکن، به او القابی همچون «فرهاد دوم» یا «فرهاد ثانی»، «فرهاد زمان»، «فرهاد قرن بیستم» و «وارث تیشه فرهاد» داده‌اند.

## زندگی

### کودکی نوجوانی

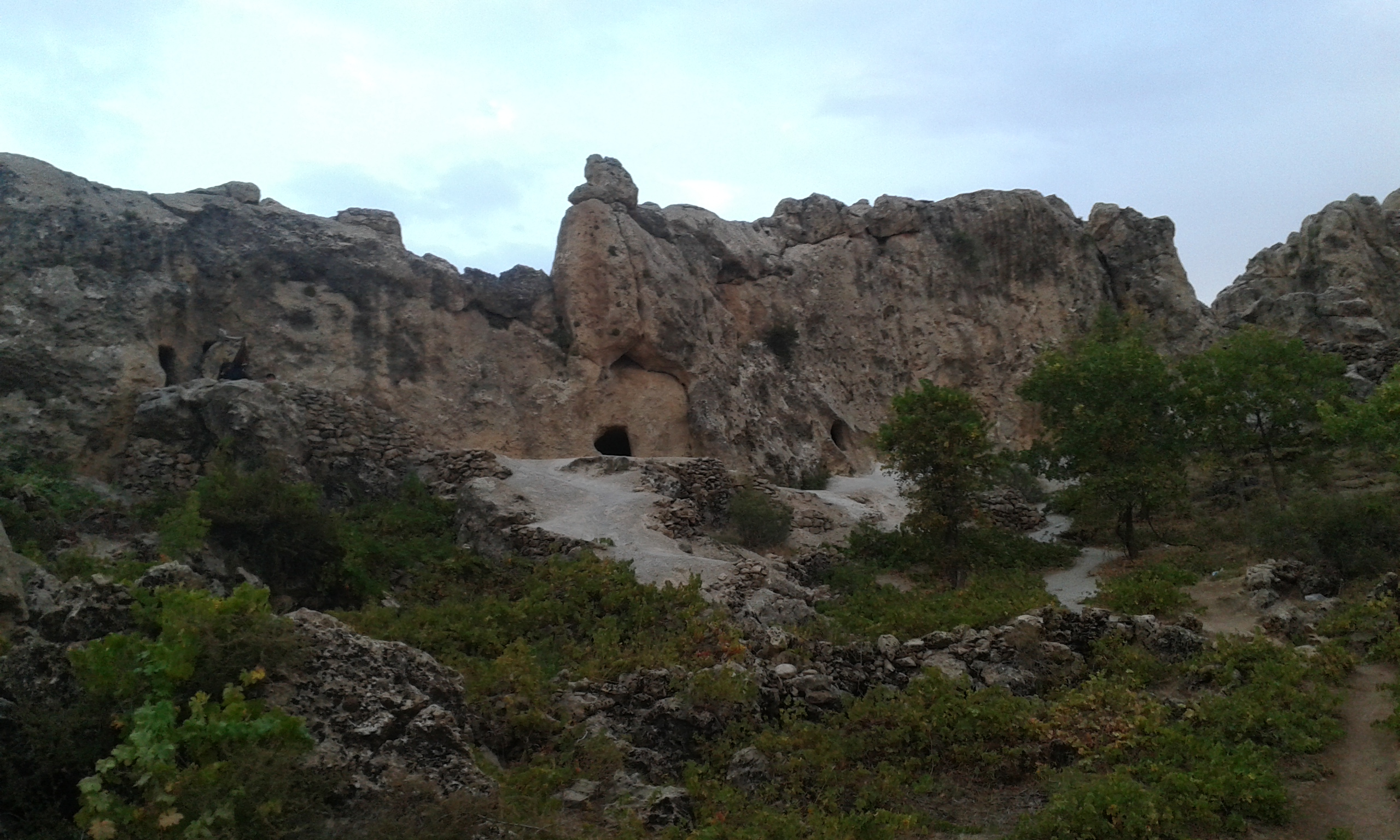
نمایی از پایین غار سنگی حسین کوهکن

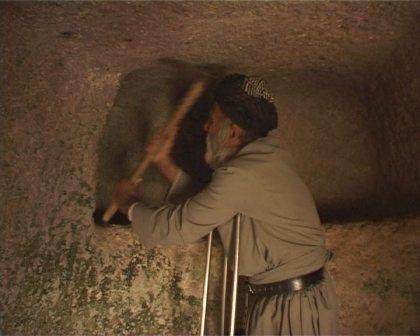
خالوحسین در حال کندن غار (اواخر دهه ۸۰)

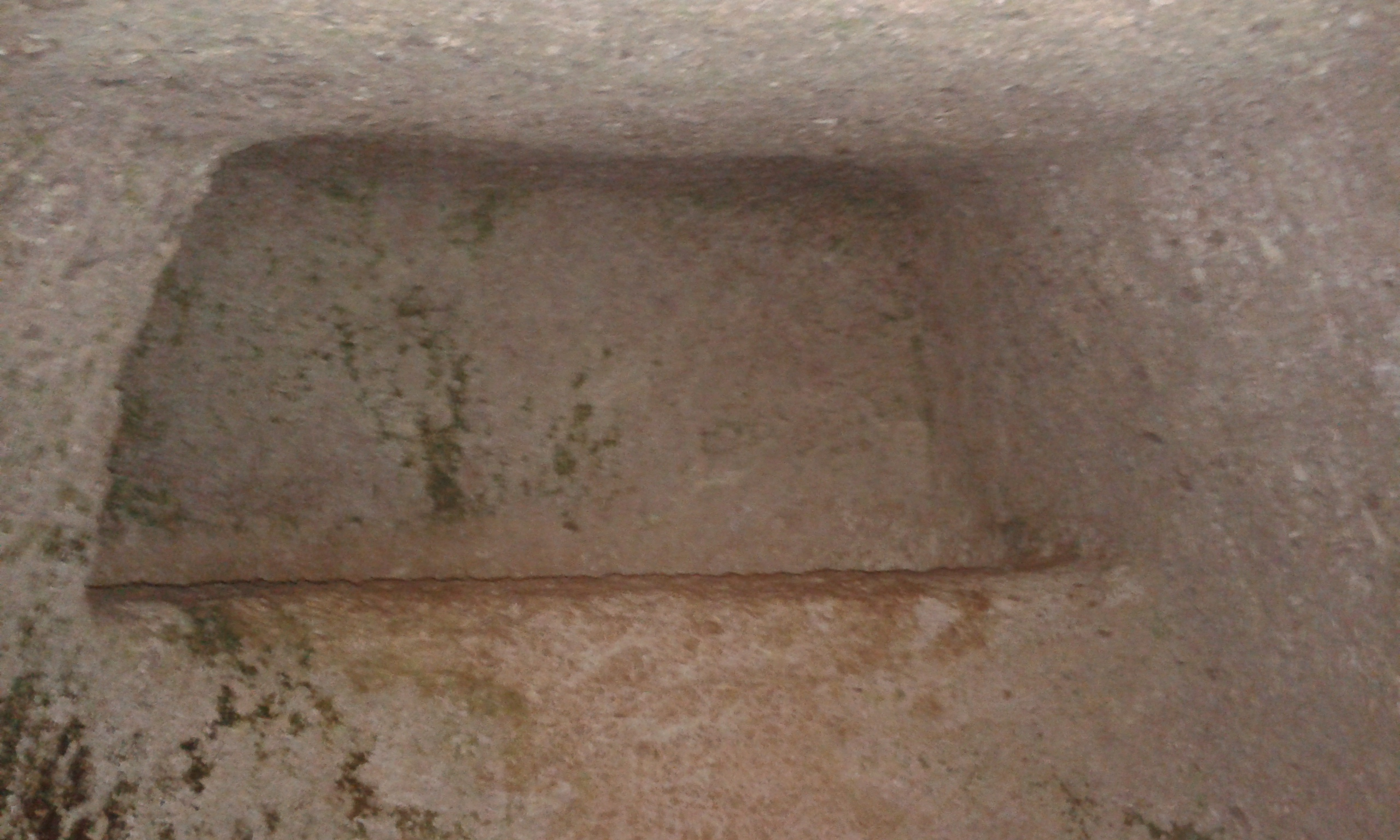
خالوحسین قبل مرگش وصیت کرده بود که او را در قبرش که در غار کنده بگذارند، اما وصیت او از سوی خویشاوندانش اجرا نمی‌شود.

خالو حسین کوهکن با نام اصلی حسین عثمانی در ۶ام مهرماه ۱۳۰۹ خورشیدی، در روستای دروله سفلی از مناطق قشلاقی طایفهٔ امامی از توابع شهرستان جوانرود، در خانواده‌ای مذهبی متولد می‌شود. نام پدرش «سلیم» و نام مادرش «زبیده» بود. او همانند دیگر افراد طایفهٔ امامی، به کارهای کشاورزی و دامداری به کمک خانواده می‌پردازد. نبود امکانات لازم، سبب شد او نتواند به مدرسه رفته و سواد یاد بگیرد.

حسین در جوانی علاقهٔ زیادی به موسیقی کردی داشته‌است، همچنین به دلیل علاقهٔ وافری که به شمشال ساز کردی داشته، طرز نواختن آن را یادمی‌گیرد. حسین عثمانی، دربارهٔ تولد خود این‌گونه می‌گوید: 
نام پدرم «سلیم» و مادرم «زبیده» بود، پدرم شخصی مذهبی بود … تولد من مصادف با فوت جدِ پدری‌ام، «یوسف‌خان» بود، وقتی خبر تولد مرا به پدرم دادند، او می‌گوید: «من انسان برجسته‌ای را از دست داده‌ام و تولد فرزندم در مقابل این مصیبت بزرگ جای خوشحالی نیست».— 

### ازدواج و جوانی
حسین جوان، پس از مدتی قصد ازدواج می‌کند و با دختر عمویش، «رابعه» ازدواج می‌نماید که حاصل آن هفت فرزند می‌باشد. یکی از پسرانش در هنگام تولد می‌میرد و دو پسر دیگرش نیز در ۴–۵ سالگی عمرشان پایان می‌یابد. حسین در مورد ازدواجش این‌گونه می‌گوید:
در ۲۰ سالگی ازدواج کردم که حاصل و ثمرهٔ این ازدواج هفت فرزند بود.— 

### قطع‌شدن پا
در ۲۰ سالگی ازدواج کردم. در منطقه دروله شغلی به جز چوپانی، کشاورزی و شکار نبود، برای منی که زمینی نداشتم راحت‌ترین شغل «شکار» بود و از این راه گذران زندگی می‌کردم.— حسین کوهکن، 
در سال ۱۳۴۳ به قصد شکار کبک به کوه می‌رود، همین‌طور که در کمین‌گاه نشسته‌است ناگهان پایش لیز می‌خورد و تفنگ نیز به پایش شلیک می‌شود و در آن‌جا بی‌هوش می‌افتد. وقتی به‌دنبالش می‌آیند او را بی‌هوش می‌بینند و او را به بیمارستان حلبچه می‌برند. به‌دلیل کم‌توجهی پزشکان، زود از بیمارستان مرخص می‌شود، اما پس از آن ۴۰ روز دیگر به علت درد زیاد به سلیمانیه مراجعه می‌کند، به علت سیاهی استخوان پایش، مجبور به قطع کردن آن می‌شوند.

### دوران جنگ
در سال ۱۳۵۹ همسرش رابعه‌خانم بر اثر بیماری فوت می‌کند، خانه و حیواناتش نیز در روستای دروله در اثر جنگ ایران و عراق ویران و نابود می‌گردند و با تعداد گوسفندهای باقی‌مانده راهی روستای منصورآقایی می‌گردد. پس مدتی نیز به علت تلف‌شدن بخشی دیگر از حیواناتش، بقیهٔ آن‌ها می‌فروشند و به منطقهٔ میگوره، از مناطق ییلاقی طایفهٔ امامی روی می‌آورد.

### کندن غار سنگی
خالوحسین به منطقه کوهستانی و خالی از سکنه میگوره از توابع بانه‌وره می‌رود و تصمیم به کندن کوه و صخره‌ها می‌گیرد. در سال ۵۷ با جسمی معلول، یک کلنگ و بیل شروع به تراشیدن صخره می‌کند. وی ۱۹–۲۰ سال از عمر خود را برای ساخت خانه‌اش صرف می‌کند. او کلنگ خود را بسیار دوست می‌داشت و اعتقادش بر آن بود که جنس کلنگش از الماس است.
غار او، دارای ۹ اتاق بوده و از چهار خانه مجزا تشکیل شده که در بعضی نقاط نسبت به سطح زمین ارتفاع کمتری دارد. در بعضی از اتاق‌ها ارتفاع به ۱۷۰ تا ۱۸۰ سانتی‌متر می‌رسد. دو خانه تک‌اتاقی بوده و دو تای دیگر شامل چند اتاق مجزا یا همان دالان است که هر دالان به دالان دیگری ختم می‌شود. خالو حسین در یکی از خانه‌های تک‌اتاقی به‌طور مجزا مقبره خود را نیز با دستان خود کنده‌است تا پس از مرگش او را در آنجا دفن کنند.
به حسین کوهکن به خاطر این کار او لقب فرهاد دوم یا فرهاد ثانی داده‌اند.

## درگذشت

### شکستگی لگن
در ۱۹ آبان ۱۳۹۴ خالوحسین در اثر افتادن در منزل در شهر بانه‌وره، از ناحیه استخوان لگن دچار شکستگی استخوان می‌شود و به بخش ارتوپدی بیمارستان طالقانی کرمانشاه انتقال می‌یابد و در آن‌جا تحت عمل جراحی لگن قرار می‌گیرد و پس از آن به بخش مراقبت‌های ویژهٔ (ICU) منتقل می‌شود.
خالوحسین که پس از عمل جراحی در بستر بیماری به سر می‌برد، سرانجام به علت روبه‌وخامت گذاشتن سلامتی‌اش، در ۵ مرداد ۱۳۹۵ در بانه‌وره در ۸۶ سالگی درگذشت. در پی درگذشت خالوحسین، کمسیون تشکیلات حزب دموکرات کردستان ایران با انتشار بیانیه‌ای درگذشت او را تسلیت گفتند، و رسانه‌های داخلی و خارجی فارسی و کردی، همچون بخش فارسی صدای آمریکا، ایسنا، مهر، همشهری، جام‌جم و بسیاری دیگر به پوشش خبر درگذشت وی پرداختند.

### تدفین و وصیت
خالوحسین قبل از درگذشتش این‌طور وصیت کرده بود که او در قبری که خود در غار سنگی‌اش کنده بوده و حفر کرده‌است به خاک بسپارند. چون طبق گفتهٔ خود خالوحسین؛ بنا بر مشاوره و پیشنهاد یکی از شیوخ بزرگ آن منطقه؛ از او خواسته‌است که قبری در غار سنگی‌اش حفر کند که پس از مرگش، او را در آن‌جا به خاک بسپارند. اما این وصیت از سوی بستگان و خویشاوندان نزدیکش اجرا نمی‌شود و علی‌رغم وصیتی که کرده بود، او را در قبرستان عمومی شهر بانه‌وره به خاک می‌سپارند.

## کمک به مدارس و مساجد
حسین کوهکن؛ در سال ۹۳ مبلغ ۶ میلیون تومان را به مدارس بخش باینگان اهداء کرد. به گفتهٔ سازمان آموزش‌وپرورش بخش باینگان؛ ۳ میلیون از این مبلغ صرف هوشمندسازی «دبستان پسرانهٔ شهید مطهری بانه‌وره» شده‌است و ۳ میلیون بقیهٔ آن نیز صرف تجهیز مدارس دهستان شیوه‌سر شده‌است. او قبلاً نیز به چند مسجد بانه‌وره نیز کمک مالی کرده‌بود.

## آثار دربارهٔ خالوحسین

### فیلم میگوره
«میگوره» نام فیلمی مستند بود به کارگردانی هوشنگ میرزایی، که قرار بر این بود با مشارکت صدواسیمای مرکز استان کرمانشاه، دربارهٔ زندگانی خالو حسین کوهکن و غارش ساخته شود، اما ساخت این فیلم به دلیل ندادن مجوز، لغو می‌شود.

### کتاب‌ها
- کتاب «جاذبه‌های گردشگری اورامانات (حسین کوهکن و معماری صخره‌ای او)» نوشتهٔ محمد خالدی‌مکی (به فارسی)[۲۹]
- کتاب «زندگی‌نامهٔ حسین کوهکن، پهلوان و هنرمند معاصر کرد» نوشتهٔ پژمان حبیبی (به فارسی)[۲۹]
- کتاب «ئه‌شکه‌وتی حوسێن کۆکه‌ن (غار حسین کوهکن)» نوشتهٔ پژمان حبیبی (به کردی)[۲۹]
- کتاب «کۆشکی حسه‌ینی کورد» نوشتهٔ حسن پنجوینی (به کردی)[۲۹]

### اشعار
شعرهای زیادی برای حسین کوهکن به زبان فارسی و کردی سروده شده که این یکی از آن‌هاست:
| «فه‌رهاد» بۆ «شیرین» چه‌کوشی ئه‌وه‌شان |  | به‌ردی ئه‌تاشی و به‌ردی تێک ئه‌شکان    |
| ئهٔ بۆ فه‌رهادێک نه‌هاته رووی کار؟    |  | شیوه‌ن بتاشێ له ڕووی کوردستان       |
| تۆ شیوه‌نوتاشی له ڕووی کوردستان     |  | زۆر ده‌ستت خۆش بێت «خاڵۆحوسێن» گیان |